# Tesla Roadster (tweede generatie)
De Tesla Roadster (tweede generatie) is een volledig elektrisch aangedreven sportwagen van het type roadster, in ontwikkeling bij de Amerikaanse constructeur Tesla, Inc., die op de markt wordt verwacht in 2025.
De Tesla Roadster werd in 2017 aangekondigd door CEO Elon Musk en sindsdien is de lancering verscheidene keren uitgesteld wegens moeilijkheden bij de ontwikkeling van onder andere de aandrijflijn met drie motoren en de batterijtechnologie. Daar bovenop kwam in 2020 de coronacrisis en waren er bevoorradingsproblemen bij onderaannemers, onder andere wegens het tekort aan halfgeleiders.
De eerste 1000 exemplaren, een gelimiteerde 'Founders Edition', kosten 250.000 dollar. Verder geproduceerde Tesla Roadsters kosten 200.000 dollar. 
Terwijl de eerste generatie Tesla Roadster een afgeleide tweezitter was van de Lotus Elise, is de tweede generatie een volledig nieuw ontworpen vierzitter. Tesla belooft een sprint naar de 60 mijl per uur (97 km/h) binnen 1 seconde, een topsnelheid van meer dan 400 km/u en een rijbereik van 1000 km dankzij 4680-accu's.
De Tesla Roadster krijgt een ruitenwisser die horizontaal langs een elektromagnetische rail beweegt en zo praktisch de hele voorruit zal schoonmaken. De wisser kan men verbergen achter de frunk.
Elon Musk stelde dat er een SpaceX-optiepakket zou komen met 10 persluchtblazers die helpen bij de acceleratie en tijdens het bochtenwerk, mogelijk zelfs zweven, met persluchttanks op de plaats van de achterstoelen.